# Miroirs d'été
Pour plus de détails, voir Fiche technique et Distribution.
Miroirs d'été est un court métrage québécois d'Étienne Desrosiers, sorti en 2007.
Le court-métrage est sélectionné au Berlin, au Festival du Nouveau Cinéma, à Image + Nation, à Kiev, San Diego, etc.

## Synopsis
Julien est un adolescent mélancolique en vacances au chalet familial. Ses parents, un frère, un lac et l'étrange apparition des premiers sentiments.

## Fiche technique
- Réalisation et scénario : Étienne Desrosiers
- Musique : Pierre Desrosiers
- Image : Stefan Ivanov
- Montage : Christophe Flambard
- Pays :  Canada
- Langue : français
- Genre : drame
- Durée : 14 min.
- Date de sortie : 2007[1]

## Distribution
- Xavier Dolan : Julien
- Stéphane Demers : Hervé
- Julie Beauchemin : la mère
- Patrick Martin : Louis, l'ami d'Hervé
- André Nadeau : le père
- Maxime Allaire : Antoine
- Simon Guitard : l'ami de Julien
- Ericka Moore : la copine de l'ami